# カステッラヴァッツォ
カステッラヴァッツォ（伊: Castellavazzo）は、イタリア共和国ヴェネト州ベッルーノ県ロンガローネに属する分離集落（フラツィオーネ）。
かつては独立したコムーネであったが、2014年2月22日にロンガローネと合併して新自治体の一部となった。

## 地理

### 位置・広がり

#### 隣接コムーネ
コムーネとしてのカステッラヴァッツォは、以下のコムーネと隣接していた。括弧内のPNはポルデノーネ県所属を示す。
- エルト・エ・カッソ (PN)
- フォルノ・ディ・ゾルド
- ロンガローネ
- オスピターレ・ディ・カドーレ